# Чернов, Василий Иванович
Василий Иванович Чернов (14 января 1915, дер. Сёбра, Новгородская губерния — 13 марта 1945, гау Померания, Третий рейх) — командир танка Т-34, 1-го танкового батальона 49-й гвардейской танковой бригады, гвардии младший лейтенант. Герой Советского Союза.

## Биография
Родился 1 января 1915 года в деревне Сёбра (ныне — Кадуйского района Вологодской области). Окончил Череповецкий лесомеханический техникум. Работал механиком тракторной базы в Пермской области.
В 1937—1940 годах проходил срочную службу в Красной Армии. Гражданская специальность определила военную, он был направлен в бронетанковые войска. После демобилизации вернулся на родину.
В июле 1941 года был вновь призван в армию Кадуйским райвоенкоматом. Боевой путь начал на Карельском фронте. Весной 1943 года был направлен в Пушкинское танковое училище, эвакуированное в город Рыбинск Ярославской области. По окончании учёбы в звании младшего лейтенанта зачислен в 107-ю танковую бригаду. С апреля 1944 года воевал на 2-м Украинском и 1-м Белорусском фронтах. Экипаж танка Т-34, которым командовал гвардии младший лейтенант Чернов, с боями прошел Белоруссию и Польшу, участвовал в освобождении Люблина, Варшавы.
15 января 1945 года, действуя в разведывательном дозоре, гвардии младший лейтенант Чернов ворвался в населённый пункт Блендув. Используя ночное время, экипаж на большой скорости продолжал двигаться дальше и врезался во вражескую автоколонну, разгромил её. Огнём и гусеницами танкисты уничтожили более 60 автомобилей с военными грузами и более 150 противников. Прорвавшись на другую сторону населённого пункта, обходным манёвром соединился со своим батальоном, доставив ценные разведывательные данные. Продолжая наступление, первым вышел на окраину города Сохачев, зашёл во фланг вражеской батареи и уничтожил её. За этот рейд был представлен к званию Героя Советского Союза.
Указом Президиума Верховного Совета СССР от 27 февраля 1945 года за мужество и героизм, проявленные в боях с немецко-вражескими захватчиками, гвардии младшему лейтенанту Чернову Василию Ивановичу присвоено звание Героя Советского Союза.
13 марта 1945 года гвардии старший лейтенант Чернов трагически погиб. Случайно взорвавшаяся граната, находящаяся у другого танкиста, оборвала жизнь офицера. Останки отважного воина были преданы земле в немецком городке Бренштейн (ныне город Старгард-Щециньски).
Награждён орденом Ленина, двумя орденами Красного Знамени, орденом Отечественной войны 2-й степени.